# Charleston, Mississippi
Charleston là một thành phố thuộc quận Tallahatchie, tiểu bang Mississippi, Hoa Kỳ. Năm 2010, dân số của thành phố này là 2 193 người.

## Dân số
- Dân số năm 2000: 2 200 người.
- Dân số năm 2010: 2 193 người.